# 21456 Myers
21456 Myers è un asteroide della fascia principale. Scoperto nel 1998, presenta un'orbita caratterizzata da un semiasse maggiore pari a 2,2789080 UA e da un'eccentricità di 0,1658165, inclinata di 2,23082° rispetto all'eclittica.
L'asteroide è dedicato a Robert Myers, studente che nel 2005 partecipò come finalista all'Intel Science Talent Search.